# Banda (Distrikt)
Der Distrikt Banda (Hindi बांदा जिला, Urdu ضلع باندہ) ist ein Distrikt im indischen Bundesstaat Uttar Pradesh.
Banda liegt im Süden von Uttar Pradesh in der Division Chitrakoot. Banda ist der östlichste Distrikt in Bundelkhand.
Hauptstadt ist Banda.
Der Distrikt umfasst 4408 km².

## Bevölkerung
Die Einwohnerzahl von Banda betrug beim Zensus 2011 1.799.410. 10 Jahre zuvor waren es noch 1.537.334. Das Geschlechterverhältnis lag bei 863 Frauen auf 1000 Männer. Die Alphabetisierungsrate betrug 66,67 % (77,78 % bei Männern, 53,67 % bei Frauen). 91 % der Bevölkerung waren Hindus, 8,76 % Muslime.

## Verwaltungsgliederung
Der Distrikt ist in 4 Tehsils gegliedert:
- Atarra
- Baberu
- Banda
- Naraini

Städte vom Typ eines Nagar Palika Parishad sind:
- Atarra
- Banda

Städte vom Typ eines Nagar Panchayat sind:
- Baberu
- Bisanda Buzurg
- Mataundh
- Naraini
- Oran
- Tindwari

## Geschichte
Am 4. September 1998 wurden die Tehsils Karwi und Mau aus dem Distrikt Banda herausgelöst und bilden seitdem den neu gegründeten Distrikt Chitrakoot.